# Хав'єр Паредес
Хав'єр Паредес (ісп. Javier Paredes, нар. 5 липня 1982, Ов'єдо) — іспанський футболіст, що грав на позиції лівого захисника за «Реал Сарагоса» та низку інших іспанських клубних команд.

## Ігрова кар'єра
Народився 5 липня 1982 року в місті Ов'єдо. Вихованець футбольної школи місцевого клубу «Реал Ов'єдо». Дорослу футбольну кар'єру розпочав 2001 року в основній команді того ж клубу, в якій провів два сезони, взявши участь у 39 матчах чемпіонату. 
Згодом з 2003 по 2005 рік грав у Сегунді Б за «Реал Мадрид Кастілья», після чого два сезоні відіграв у Ла-Лізі за «Хетафе».
2007 року за півтора мільйони євро перейшов до клубу «Реал Сарагоса». Відіграв за клуб із Сарагоси сім сезонів своєї ігрової кар'єри — п'ять у Ла-Лізі та два в Сегунді. Здебільшого був основним лівим захисником команди.
Протягом 2014—2016 років грав у другому дивізіоні за «Альбасете», а завершував ігрову кар'єру у третьому дивізіоні виступами 2017 року за «Ебро».